# Mapa de destino celular
Los mapas de destino celular se emplean para entender y caracterizar el origen de diferentes tejidos en organismos adultos a partir de células individuales o grupos de células en algún estadio del desarrollo embrionario (linaje celular).
La técnica ha evolucionado desde sus primeras implementaciones con poca resolución desde finales del siglo XIX hasta técnicas de marcaje de células individuales en tiempo real.

## Historia

### Observación de embriones vivos
En 1905 Edwin G. Conklin, biólogo y zoólogo, realiza el primer linaje celular en el tunicado Styela partita. Este tipo de tunicado representaría un organismo de estudio ideal pues a medida que sus células se van diferenciando toman colores diferentes, permitiendo establecer el linaje durante el desarrollo. Sin embargo esta facilidad no se presenta en tantos organismos y nuevas técnicas serían necesarias para posteriores investigadores (Gilbert, 2005; DeRuiter, 2010).

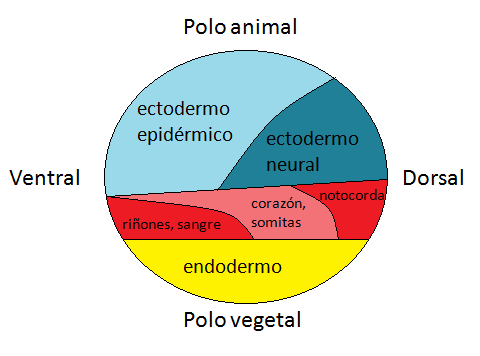
Fig.1: Mapa de destino celular de un anfibio en el estado de gástrula temprana

### Colorante vital
En 1929 Walter Vogt inventó un proceso mediante el cual se tiñen grupos de células de una región específica del embrión con colorantes vitales, los cuales no perjudica a las células ni al embrión. Vogt realizó su estudio con anfibios.  La técnica consiste en mezclar el colorante vital con agar en un portaobjetos y dejar que éste se seque. Posteriormente se cortan pedazos muy pequeños para aplicarlos a distintas regiones del embrión y permitir que el color entrara en las células de interés para luego seguir sus movimientos. Esta técnica permitía establecer mapas de destino celular confiables y el estudio de la morfogénesis (Gilbert, 2005; DeRuiter, 2010).

### Marca genética
En la década de los 60 y los 70 la Dra. Nicole Le Douarin realizó estudios de linajes celulares por medio de la creación de embriones mosaico o embriones quiméricos. Éste es un método de marcación permanente donde, por ejemplo, se injertan células del embrión de una codorniz en un embrión hospedero de pollo, donde anteriormente se han removido las células respectivas. Para este tipo de técnica ambos organismos, deben tener un desarrollo muy similar (Gilbert, 2005; DeRuiter, 2010).  Para este caso el embrión se desarrolló bien hasta algunos días después de su nacimiento. La heterocromatina nuclear distingue las células de la codorniz de las del pollo, ya que la heterocromatina de la codorniz esta densamente concentrada alrededor del nucléolo durante la interfase, mientras que en el pollo está dispersa. Le Douarin utilizó esta propiedad y una tinción específica para heterocromatina llamada reactivo de Schiff para hacer estudios de destino celular y realizar mapas de desarrollo esquelético y neuronal (DeWitt, 2004).

### Primer linaje celular completo
En 1983 John Sulston y sus colaboradores publicaron el mapa completo de destino celular del nematodo Caenorhabditis elegans, logrando así el completo conocimiento del origen de cada una de las células de un organismo multicelular adulto por primera vez (Sulston et al, 1983).

## Otras técnicas

### Colorantes fluorescentes y marcas radiactivas
Otra técnica para la marcación es hacer que un área del embrión sea radiactiva. Esto se logra por medio del crecimiento de un individuo donante en solución con timidina radiactiva (Gilbert, 2005). De esta manera la base nitrogenada radiactiva se incorpora en el ADN de las células del embrión que se encuentra en mitosis. En un embrión que ha crecido en condiciones normales se remueve algún grupo de células de interés y se reemplaza por un injerto radiactivo. Posteriormente se pueden hacer cortes con un micrótomo para realizarles una autoradiografía y observar el corte con el microscopio (DeRuiter, 2010).
Una opción para tener mayor resolución inclusive después de varias divisiones celulares es la utilización de marcadores fluorescentes, en ejemplo es el dextrán combinado con fluoresceína que puede ser observado posteriormente bajo luz ultravioleta o también la molécula di I que se incorpora a los lípidos de la membrana y por ende sirve para establecer el destino celular.